# Nedskrivning
Nedskrivning innebär att en anläggningstillgång eller omsättningstillgång (till exempel en fordran) helt eller delvis skrivs bort från balansräkningen och blir en kostnad på resultaträkningen. Man gör en nedskrivning när en tillgång har förlorat i värde så att värdet är mycket lägre än det bokförda värdet. Är nedskrivningen ej längre relevant så bör värdet återföras, dock ej högre än ursprungsvärdet.
Nedskrivning används till exempel när man har en fordring på företag i konkurs, eller efter brand och olyckor.
Jämför avskrivning. Nedskrivning är en avskrivning av engångskaraktär.